# Margarida Tengarrinha
Maria Margarida Carmo Tengarrinha Campos Costa (Portimão, 7 de mayo de 1928  - Portimão, 26 de octubre de 2023) fue una profesora, artista, escritora, revolucionaria y activista portuguesa, miembro de la Asamblea de la República Portuguesa y líder del Partido Comunista Portugués, con un importante papel en la redacción del periódico Avante! y la falsificación de documentos mientras se encontraba en la clandestinidad.

## Biografía
El padre de Margarida Tengarrinha era banquero y una figura destacada de la clase media de Portimão. Su abuelo fue el ingeniero civil responsable de construir la autopista entre Lisboa y el Algarve. Uno de sus recuerdos de la infancia fue la revuelta de los trabajadores del 18 de enero de 1934 contra la prohibición de los sindicatos por parte del régimen del Estado Nuevo. Desde la ventana de su casa vio la huelga de trabajadores sindicalizados de conservas, metalurgias y agrícolas siendo violentamente atacados por la policía. La primera manifestación en la que participó fue la celebración de la Derrota del Nazismo el 8 de mayo de 1945, cuando acababa de cumplir 17 años.
Inició su actividad política organizada en 1948, siendo estudiante de la Escola Superior de Belas-Artes de Lisboa, donde coordinó la participación de los estudiantes en el Movimiento Juvenil de Unidad Democrática (MUD), en oposición al Estado Nuevo. Hizo campaña contra las armas nucleares y a favor de la salida de Portugal de la OTAN, participando en las grandes manifestaciones de febrero de 1952 en Lisboa durante la cumbre de la OTAN en la ciudad. Actividad que motivó su expulsión de ESBAL a mediados de 1952, junto con otros 81 estudiantes. Por ser una de las coordinadoras de estudiantes, tiene prohibido asistir a cualquier centro de educación superior del país, al igual que su futuro marido, el artista y militante del Partido Comunista portugués José Dias Coelho y António Alfredo Paiva Nunes. Se le impide dar clases en la Escuela Preparatoria Paula Vicente, donde era docente.

### Militancia comunista
Tras su expulsión de la universidad, se afilió al Partido Comunista Portugués ese mismo año 1952.
Privada de toda posibilidad de fuente de ingresos, Margarida Tengarrinha pide ayuda a la activista feminista Maria Lamas, que poco antes había dejado de ser editora del suplemento Modas e Bordados del diario O Século. Maria Lamas consiguió que Tengarrinha se convirtiera en redactora de la revista, donde escribió artículos bajo un seudónimo y diseñaba las ilustraciones. Se unió al comité feminista de Maria Lamas y Maria Antónia Palla, madre del futuro Primer ministro de Portugal António Costa. Participó en la redacción del discurso de María Lamas en el Congreso Internacional de Mujeres en Copenhague en junio de 1953.

### Clandestinidad
Considerando el PCP que sus capacidades artísticas serían útiles para falsificar documentos, Margarida Tengarrinha pasó a la clandestinidad en 1955 con su compañero José Dias Coelho, quien sería asesinado a tiros por la PIDE el 19 de diciembre de 1961. Además de falsificar documentos, la pareja se convirtió en un importante punto de contacto para los activistas del PCP que escapaban de su detención.
Margarida Tengarrinha se convirtió en editora de A Voz das Camaradas, el boletín dirigido a las militantes del PCP. En 1961 concluyó la actividad de falsificación de documentos y se convirtió en editora del Jornal Avante!. Tuvo dos hijas, Teresa y Guidinha, con José Dias Coelho, quien fue asesinado por la Policía Internacional y de Defensa del Estado el 19 de diciembre de 1961. A raíz de este asesinato, partió hacia Moscú con Álvaro Cunhal.

### Moscú y Bucarest
Entre 1962 y 1964 Tengarrinha trabajó en Moscú con el secretario general del PCP, colaborando en la redacción de su libro de 300 páginas Hacia la victoria – Las tareas del partido en la revolución democrática y nacional. Cumplida esta tarea, fue a Bucarest en Rumania, donde fue redactora de Rádio Portugal Livre, que emitía clandestinamente en Portugal. A pesar del peligro que esto implicaba, tenía un fuerte deseo de regresar a Portugal, algo que hizo en 1968.

### Regreso a lo clandestino
Así volvió a esconderse trabajando para el PCP. Inicialmente en Lisboa y luego en Oporto, donde colaboraba en la producción de la publicación A Terra dirigida a campesinos y agricultores. Volvió a trabajar como escritora en Avante!, en una época en la que existían tres imprentas idénticas para el periódico, una en la imprenta de Lisboa, otra en el norte del país y otra en su propia casa. En 1972 organizó una manifestación en Oporto contra la Guerra Colonial, en la que se estima que participaron 40.000 personas.

### Después de la Revolución de los Claveles
Tras la Revolución de los Claveles, Margarida Tengarrinha regresó a Lisboa en 1975, donde llevó a cabo la tarea de desarrollar la política del PCP en materia agrícola: la reforma agraria. Ingresó en el Comité Central del Partido Comunista Portugués, donde luchó por la inclusión de más mujeres, siendo incluida en las listas de este partido y elegida como diputada a la Asamblea de la República por el Algarve en la III y IV Legislatura de la Tercera Portuguesa. República, entre 1979 y 1983.

### Actividad Artística
Margarida Tengarrinha regresó al Algarve en 1986 para vivir en Praia da Rocha. Escribió e ilustró numerosos libros y desde entonces ha expuesto regularmente su trabajo. Fue profesora de arte en la Universidad Superior de Portimão. Fue la primera en recibir el premio Maria Veleda de la Dirección Regional de Cultura del Algarve, en 2016, un premio que tiene como objetivo honrar las contribuciones a la igualdad de género, la ciudadanía, la lucha contra la discriminación y la cultura en el Algarve.

## Trabajo publicado
Como escritor 
- 1962 - Resistencia en Portugal (Escrito con José Dias Coelho, por sugerencia de Álvaro Cunhal, alojado con Tengarrinha y Coelho después de la Fuga de Peniche . El libro se publicó por primera vez en Brasil en 1962 bajo el seudónimo de "Amílcar Gomes Duarte", nombre inventado a partir de los nombres de clandestinidad de los principales dirigentes comunistas de la época: Amílcar era seudónimo de Sérgio Vilarigues, Gomes de Pires Jorge y Duarte de Álvaro Cunhal El libro fue publicado posteriormente en ruso en Moscú con el nombre de José Dias Coelho y finalmente en Portugal, en 1974, y reeditado en 2006)
- 1990 - Samora Barros: pintora del Algarve
- 1999 - De la memoria del pueblo: colección de literatura popular de tradición oral del municipio de Portimão[11]
- 2004 - Marcos de la memoria[12]
- 2018 - Memorias de un falsificador (autobiografía)[13]

Como ilustrador
- 1999 - Otro Algarve, contado de boca en boca: historias, refranes, mezinhas, acertijos y más, texto de Glória Marreiros[14]
- 2015 - Leonor Leonoreta: ensayo de ternura: novela poética, texto de Filipe Chinita[15]

## Reconocimientos
En 2024, en el marco de las Celebraciones del 50 aniversario del 25 de abril, se estrenó la obra «Memórias de uma Falsificadora» basada en la obra del autora y en la que Tengarrinha era interpretada por la actriz Catarina Requeijo y la puesta en escena por Joaquim Horta. Esta misma obra ya había sido presentada, en 2021 y 2022, concretamente en el Museo del Aljube y en el Teatro São Luís.
En 2023, se estrenó en el festival DocLisboa la película Clandestina realizada por Maria Mire, productora de Terratreme, basado en el libro de Tengarrinha "Memórias de uma Falsificadora - A Luta na Clandestinidade pela Liberdade em Portugal”.
En 2023, a raíz de su fallecimiento, el parlamento portugués aprobó por unanimidad un voto de condolencia por la muerte de Tengarrinha.
En 2014, Tengarrinha ganó la primera edición del Premio Regional «Maria Veleda», otorgado por la Dirección Regional de Cultura del Algarve.